# Struppen
Struppen ist eine Gemeinde im Landkreis Sächsische Schweiz-Osterzgebirge, Freistaat Sachsen. Sie liegt in einem breiten Tal links der Elbe und gehört zur Verwaltungsgemeinschaft Königstein.

## Geographie

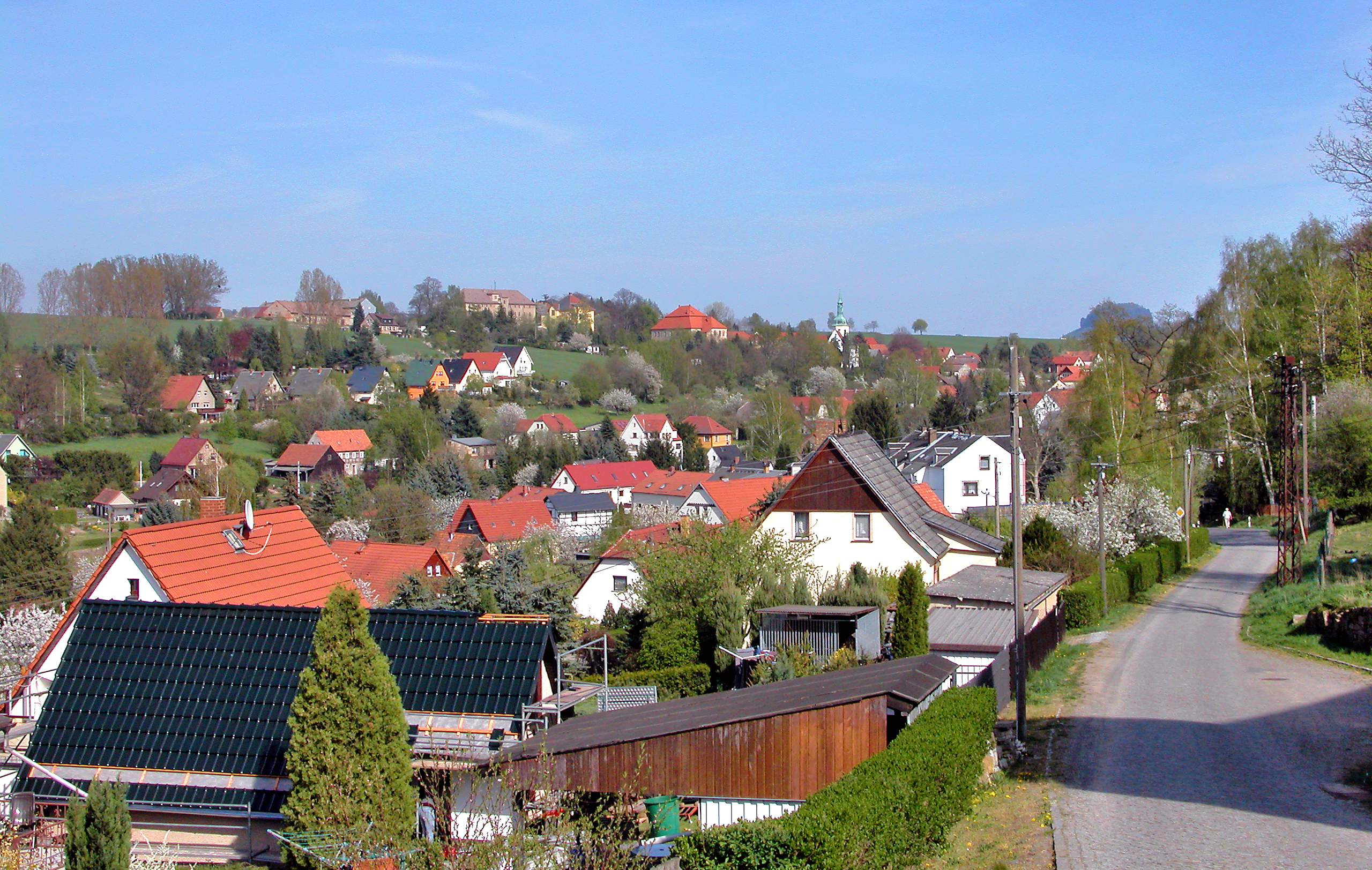
Sicht von Neustruppen nach Kleinstruppen zur Soldatenknaben-Erziehungsanstalt, Schule, Schloss und Kirche

Die Gemeinde Struppen liegt rund 25 Kilometer elbaufwärts des Dresdner Stadtzentrums in der Sächsischen Schweiz. Zwischen Stadt Wehlen, Rathen, Königstein und der Kreisstadt Pirna schmiegt sich das Gemeindegebiet an eine Elbschleife, ohne dabei den Flusslauf als Gemeindegrenze zu haben.

## Geschichte

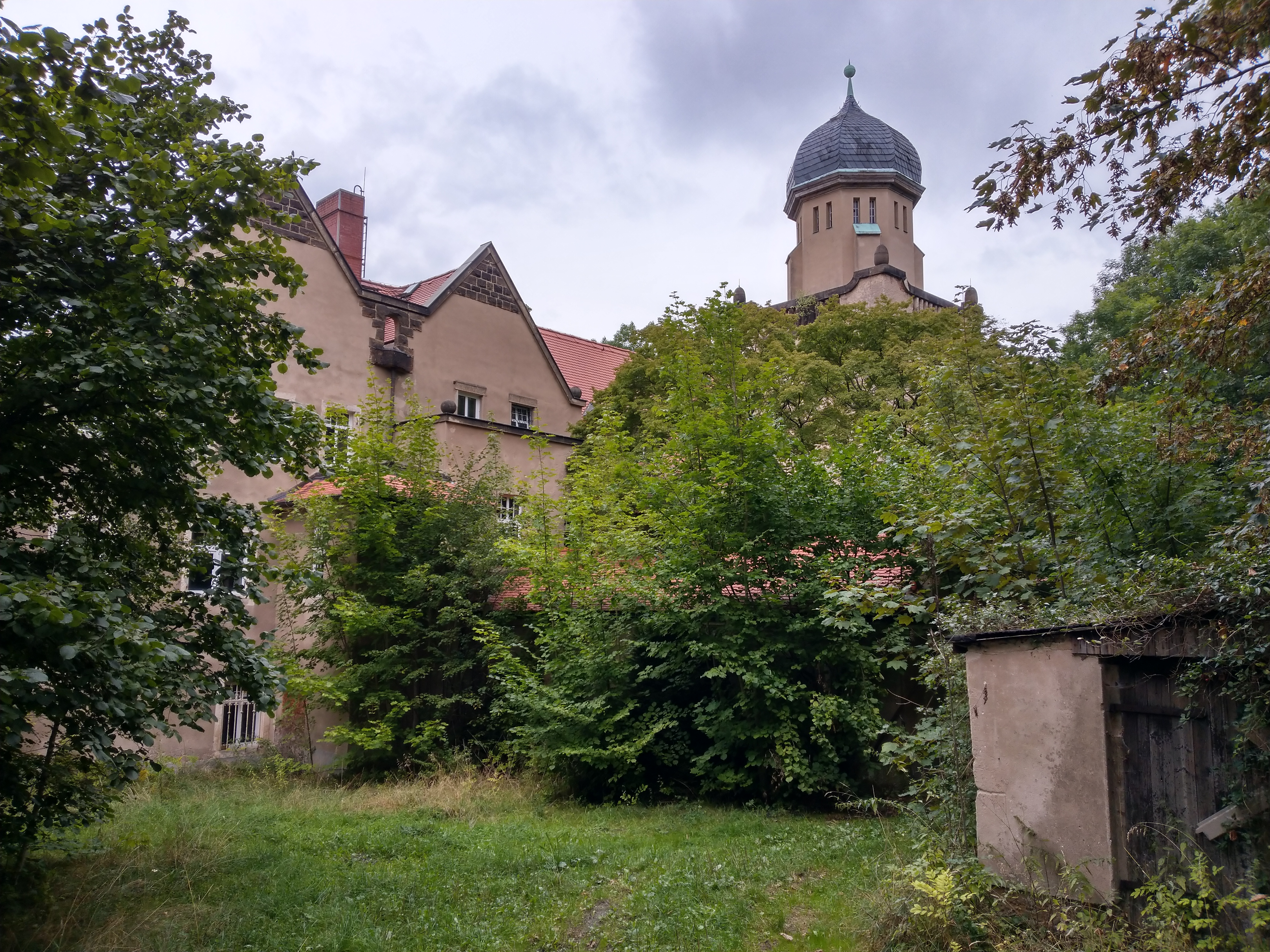
Schloss in Neu-Struppen im Jahre 2020, teilweise stark verwachsen (Südseite)

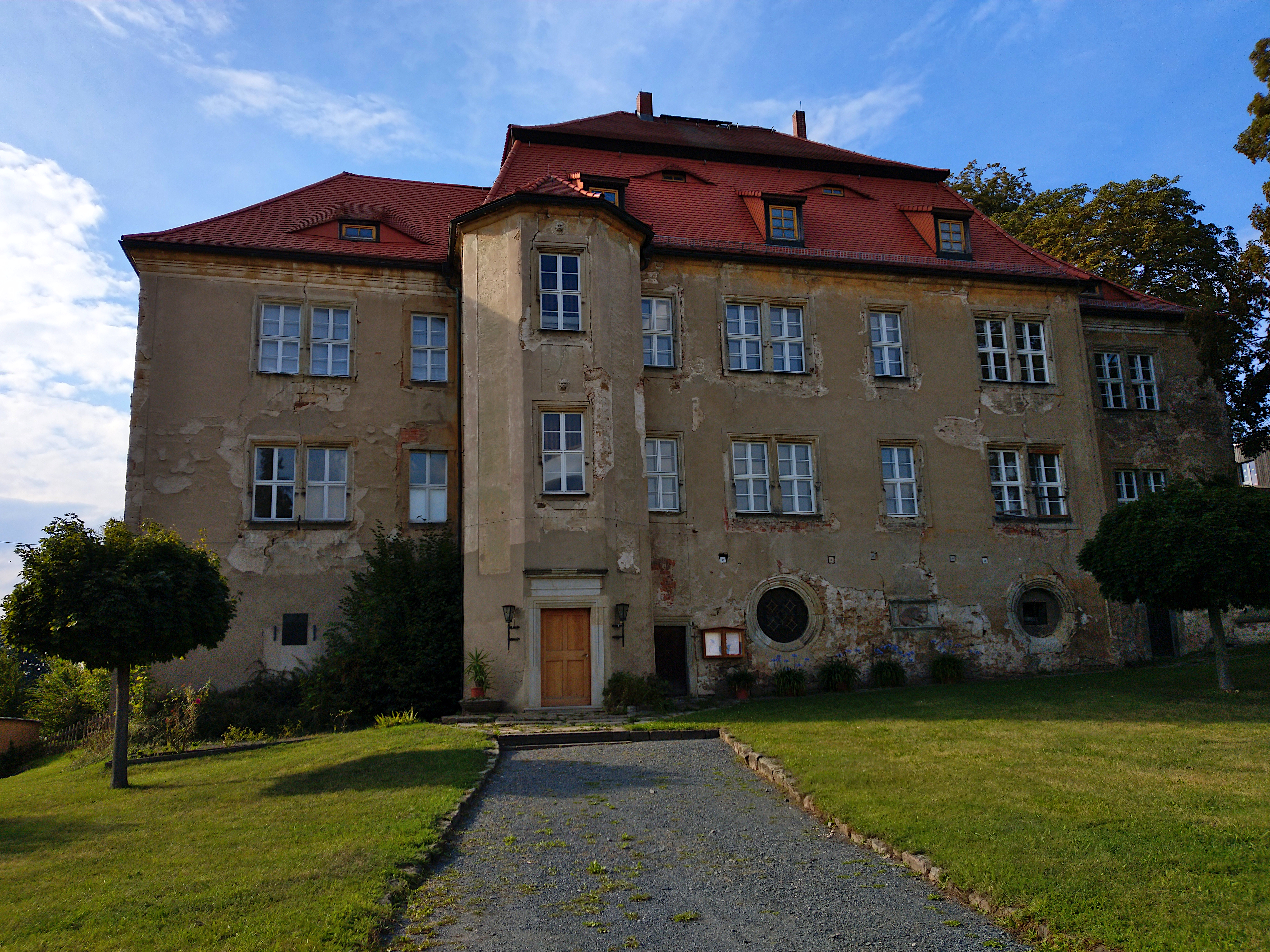
Schloss von Klein-Struppen im Jahre 2020 (Ostseite)

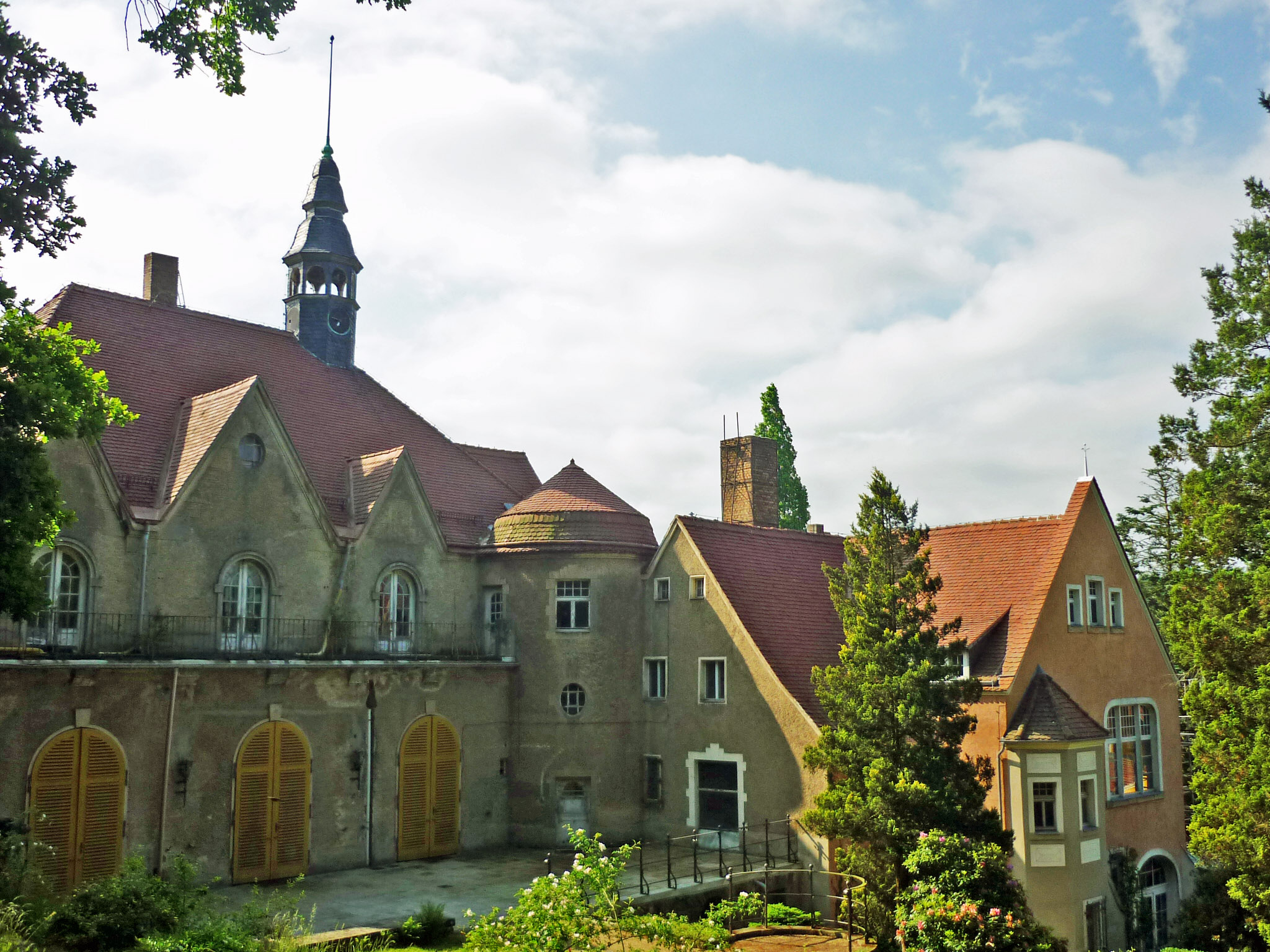
Schloss Thürmsdorf

Bereits 1275 wurde ein im Ort vorhandener ritterlicher Herrensitz als Ztrupin genannt. Ein Bertoldus des Strupin wurde erstmals 1310, der Ort selbst als Strupein 1354 erwähnt.
1445 hat „das dorf Struppin 30 besessin menre, die haben 6 armbrust“, 1548 haben die Struppener Bauern insgesamt 28 Hufen und 7 Gärtner, 1835 gab es noch 35 Bauerngüter; die aus Struppen, Klein- und Neu-Struppen bereinigte Gemeinde umfasste 1919 1576 Personen. Die sehr alte Kirche stand zur Zeit der böhmischen Herrschaft unter dem Dekanat Aussig und unter dem Patronat des deutschen Ordens. In hochgelegenen Kleinstruppen war ehemals der Sitz Soldatenknabenerziehungsanstalt, später (1928) war ein Kindererholungsheim untergebracht.

## Ortsgliederung
Struppen gliedert sich in die Ortsteile Kleinstruppen (am 1. Februar 1918 nach Struppen eingemeindet), Neustruppen (am 1. Februar 1919 nach Struppen eingemeindet), Struppen-Siedlung, Naundorf (am 1. Januar 1994 nach Struppen eingemeindet), Thürmsdorf (am 1. Januar 1994 nach Struppen eingemeindet), Weißig (am 1. Januar 1973 nach Thürmsdorf eingemeindet), Ebenheit (am 1. Januar 1973 nach Struppen eingemeindet) und Strand.

### Ebenheit
Ebenheit liegt auf einer von Feldern und Apfelplantagen gesäumten Ebene. Das Dorf hat knapp 100 Einwohner. Im Ort haben sich einige kleine Handwerksbetriebe niedergelassen, die früher sehr wichtige Landwirtschaft wird kaum noch als Broterwerb praktiziert. Der ortsansässige „Geflügelhof Struppen“ hat sich auf Hühnerhaltung und Eierverkauf spezialisiert. Außerdem gibt es eine Freiwillige Feuerwehr. Neben den vielen historischen Dreiseitenhöfen zeugt eine steinerne Wegsäule aus der Zeit Napoleons von der über 450-jährigen Geschichte des Ortsteils. Nur zwei Kilometer entfernt liegt die Stadt Pirna.

### Naundorf

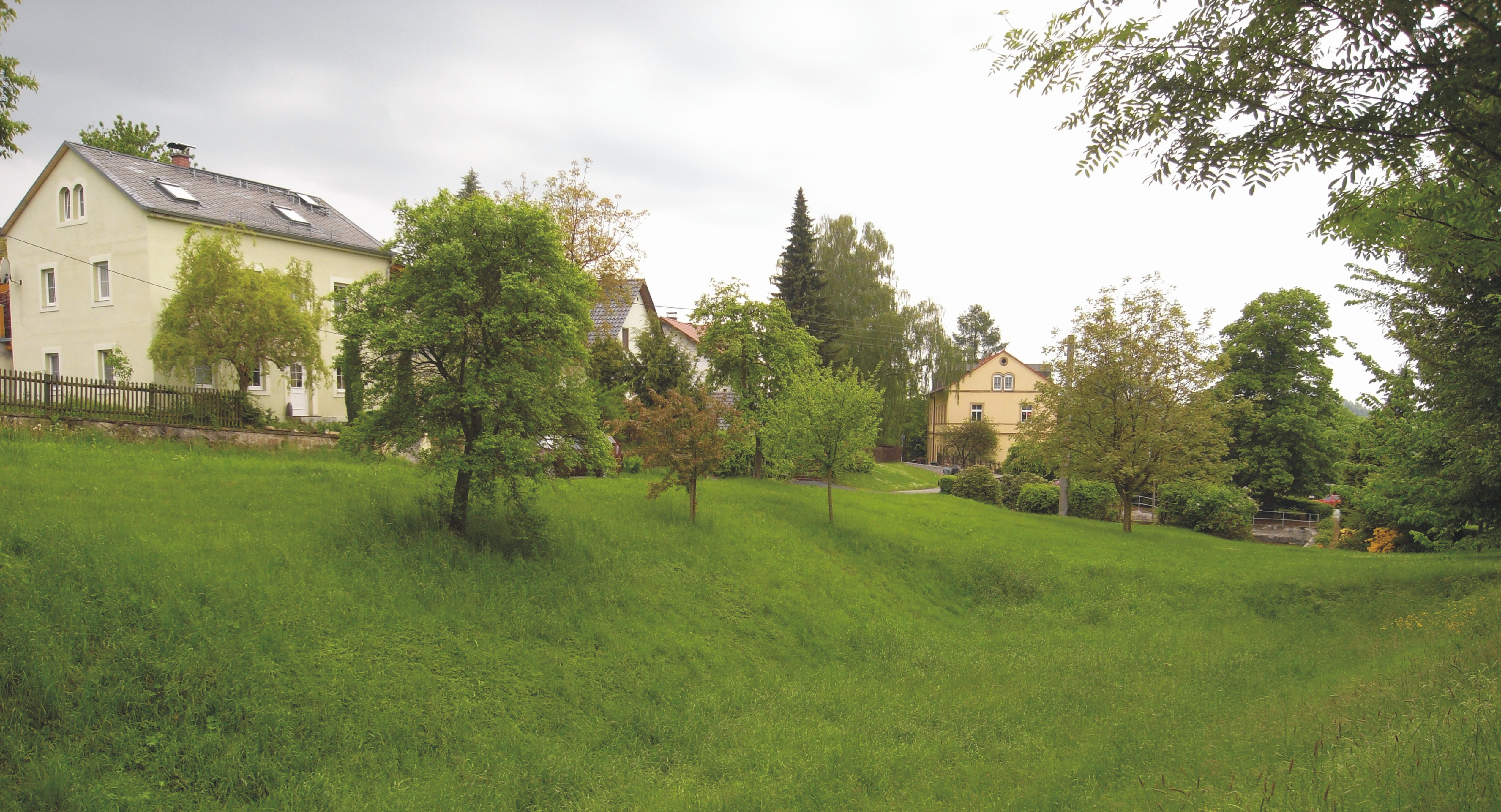
Ortsmitte von Naundorf

Naundorf liegt in einer Bachsenke am Fuße der Bärensteine und grenzt direkt ans Elbtal bei Stadt Wehlen. Unterhalb des Dorfes fällt der Hang steil in das Elbtal ab. Hier befinden sich alte Sandsteinbrüche.
In einer abgelegenen kleinen Häusergruppe oberhalb der Siedlung Pötzscha lebte längere Zeit der impressionistische Maler Robert Sterl (1867–1932), der durch seine „Steinbrecher-Bilder“ berühmt wurde. Sein ehemaliges Wohngebäude, das der Meißner Architekt William Becker einst entwarf und für Sterl um einen Atelieranbau ergänzte, ist das museal eingerichtete Robert-Sterl-Haus, in dem zahlreiche Bilder und Ateliergegenstände ausgestellt sind.
Im Ort befindet sich die katholische Caritas-Familienferienstätte St. Ursula, ein Pilger- und Wallfahrtsort der Schönstattbewegung. Bemerkenswert sind der gotische Flügelaltar und eine Bronzeglocke aus dem Jahr 1781.

### Thürmsdorf
Der Ort Thürmsdorf, etwa 1 km östlich vom Ortsteil Struppen zu Fuße der Bärensteine auf etwa 200 m ü. NN gelegen, wird vom Pehnabach durchzogen. Thürmsdorf wurde 1420 erstmals urkundlich erwähnt. Neben einem Kriegerdenkmal ist das schlossartige Rittergut mit berühmtem Park und Rosengarten die Hauptattraktion.
Im Schlosspark steht die Bronzeplastik „Anbetung“ des norwegischen Bildhauers Stephan Sinding (1846–1922) mit Ansätzen des beginnenden Jugendstils.
Das Rittergut hatte ständig wechselnde Besitzer (19. Jahrhundert von Friesen / le Fevre, ab etwa 1900 Freiherr von Biedermann, ab 1932–43 Baron von Arnim, 1943–45 die Bauleitung der Organisation Todt beim Geheimprojekt Schwalbe II, nach dem Krieg Ferienheim des Synthesewerks Schwarzheide, dann FDGB-Erholungsheim, jetzt Privatbesitz).
Vom Mausoleum (1924 von Biedermann) am Elbhang hat man einen schönen Blick ins Elbtal.
Der Pehna-Fall ist mit etwa 20 m Fallhöhe der höchste Wasserfall in der Sächsischen Schweiz.

### Weißig
Am Ostrand der Hochfläche, die den Bärensteinen und dem Rauenstein vorgelagert ist, liegt Weißig am linken Elbufer nahe bei Oberrathen. Der Ortsteil, ca. fünf Kilometer vom Kern Struppens entfernt, im Halbkreis um einen Kessel angeordnet, soll bereits vor der deutschen Siedlungsnahme, als kleiner Slawenweiler existiert haben. Im Norden ragt der bewaldete Sandstein des Kulm empor, wo sich nahe der Diebeshöhle der Stein „Kleines Schiff“ befindet, der im Zweiten Weltkrieg als Luftschutzkeller diente.

## Politik

### Gemeinderat
- BfS: 5
- CDU: 5
- AfD: 3

Die AfD kann einen Sitz nicht besetzen. Der Gemeinderat verkleinert sich entsprechend.
Seit der Gemeinderatswahl am 9. Juni 2024 verteilen sich die 13 Sitze des Gemeinderates folgendermaßen auf die einzelnen Gruppierungen:
- Bürger für Struppen (BfS): 5 Sitze
- CDU: 5 Sitze
- AfD: 3 Sitze (ein Sitz bleibt mangels Kandidaten unbesetzt)

| Liste               | 2024   | 2024   | 2019   | 2019   | 2014   | 2014   |
| Liste               | Sitze  | in %   | Sitze  | in %   | Sitze  | in %   |
| ------------------- | ------ | ------ | ------ | ------ | ------ | ------ |
| Bürger für Struppen | 5      | 38,6   | 4      | 29,1   | 4      | 30,8   |
| CDU                 | 5      | 32,4   | 8      | 53,4   | 8      | 50,8   |
| AfD                 | 3      | 29,0   | –      | –      | –      | –      |
| NPD                 | –      | –      | 1      | 9,0    | 1      | 6,8    |
| Linke               | –      | –      | 1      | 8,4    | 1      | 11,6   |
| Wahlbeteiligung     | 77,8 % | 77,8 % | 75,2 % | 75,2 % | 62,0 % | 62,0 % |

### Bürgermeister
Bürgermeister ist seit 2022 Michael Sachse.
| Wahl | Bürgermeister        | Vorschlag | Wahlergebnis (in %) |
| ---- | -------------------- | --------- | ------------------- |
| 2022 | Michael Sachse       | Sachse    | 44,0                |
| 2015 | Dr. Rainer Schuhmann | CDU       | 59,0                |
| 2008 | Dr. Rainer Schuhmann | CDU       | 66,0                |
| 2001 | Dr. Rainer Schuhmann | CDU       | 61,6                |

## Gedenkstätten
- Ein Gedenkstein aus dem Jahre 1948 an der Hauptstraße im Ortsteil Struppen erinnert an die Opfer des Faschismus.
- Ein Denkmal aus dem Jahre 1948 auf dem Friedhof des Ortsteiles Struppen erinnert an die bis 1951 dort befindlichen Gräber von fünf namentlich genannten KZ-Häftlingen und Kriegsgefangenen verschiedener Länder.
- Gedenktafeln am Haus Hauptstraße 32 sowie am Rittergut erinnerten zu DDR-Zeiten an die kommunistischen Hitlergegner Martin Hering (Widerstandskämpfer) (1933 ermordet im KZ Hohnstein) und Artur Tiermann (1935 erschossen in einem Wald bei Altenberg).

## Entwicklung des Gemeindegebiets

### Eingemeindungen
- 1. Februar 1918: Kleinstruppen
- 1. Februar 1919: Neustruppen
- 1. Januar 1973: Ebenheit
- 1. Januar 1994: Struppen schließt sich mit Naundorf und Thürmsdorf zur Gemeinde Struppen zusammen.

### Entwicklung der Einwohnerzahl
- 1548/51: 45 besessene Mann und 44 Inwohner
- 1764: 29 besessene Mann, 5 Gärtner und 9 Häusler
- 1834: 0406 Einwohner
- 1871: 0649 Einwohner
- 1890: 0840 Einwohner
- 1910: 0938 Einwohner
- 1925: 1472 Einwohner (nach den Eingemeindungen von Klein- und Neustruppen)
- 1939: 1766 Einwohner
- 1946: 2051 Einwohner
- 1950: 2044 Einwohner
- 1964: 1942 Einwohner
- 1990: 1396 Einwohner
- 1994: 2387 Einwohner, darunter 1.436 in Struppen, 575 in Thürmsdorf und 376 in Naundorf
- 2000: 2853 Einwohner
- 2005: 2736 Einwohner
- 2010: 2560 Einwohner
- 2015: 2523 Einwohner

## Kultur und Sehenswürdigkeiten

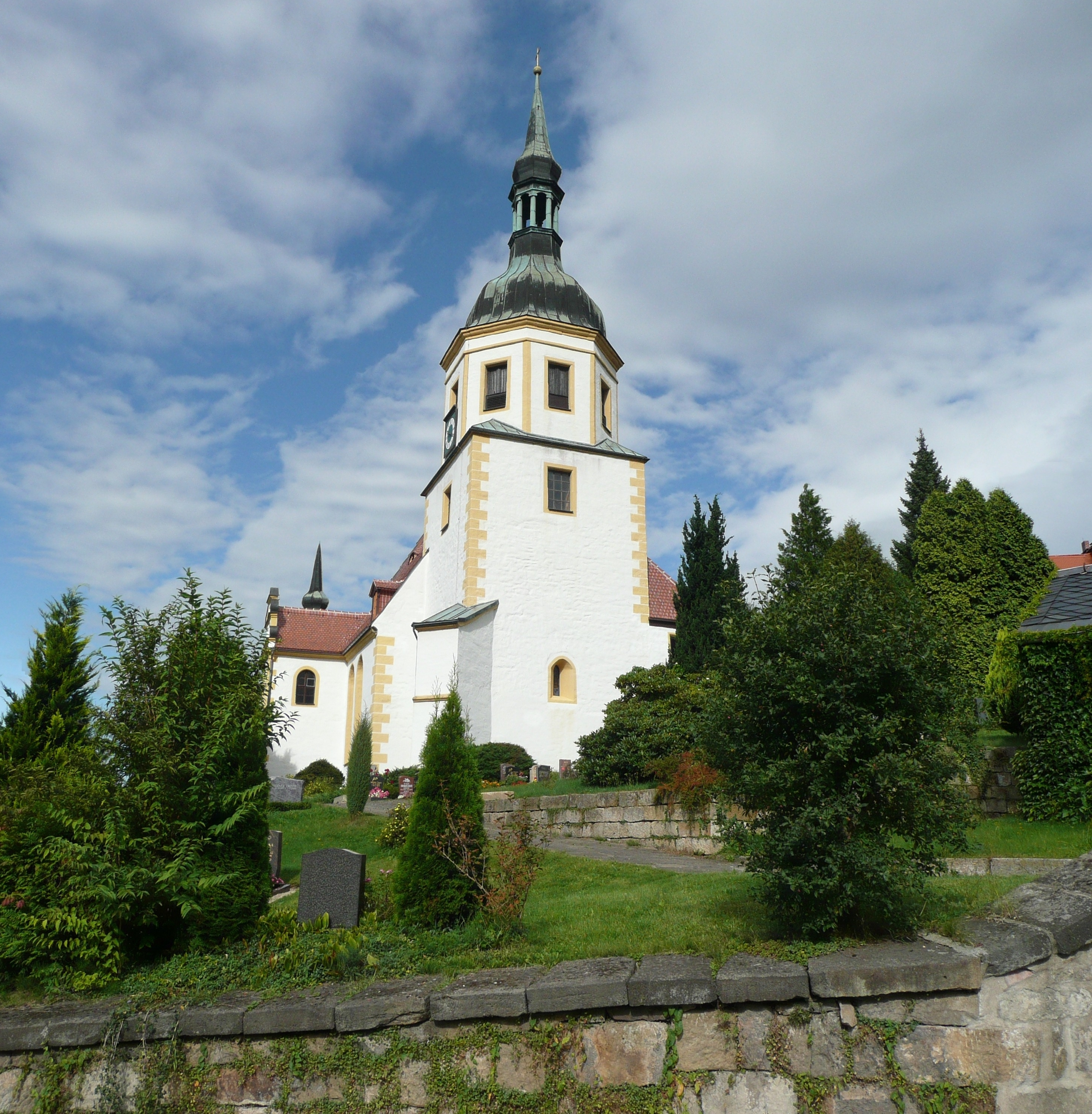
Kirche in Struppen

Die Dorfkirche Struppen von 1740 enthält romanische Elemente und eine Barockorgel von 1720. Im Pfarrhaus befindet sich eine Gedenktafel für den 1758 hier geborenen Pfarrer und „Pionier der Sächsischen Schweiz“ Wilhelm Leberecht Götzinger sowie eine Sandsteintaufe aus dem 16. Jahrhundert. Im Struppener Schloss (einem 1310 erstmals erwähnten Rittergut) befindet sich ein bemerkenswerter Wendelstein aus dem 16. Jahrhundert.

### Naturschutz
- Siehe auch: Liste der Naturdenkmale in Struppen

## Persönlichkeiten
- Wilhelm Leberecht Götzinger (* 1. September 1758 in Struppen; † 1818 in Neustadt in Sachsen) war Pfarrer und Autor. Götzinger hatte mit seinen Veröffentlichungen Geschichte und Beschreibung des Cursächsischen Amtes Hohnstein und Schandau und seine Umgebung oder Beschreibung der Sächsischen Schweiz (1804) einen wesentlichen Anteil an der Erschließung der Sächsischen Schweiz. Er verbrachte seine Kindheit bis 1765 in Struppen.
- Richard Freiherr von Friesen (* 9. August 1808 in Thürmsdorf; † 25. Februar 1884 in Dresden) war ein sächsischer Politiker. 1858 wurde Richard von Friesen zum Finanzminister des Königreiches Sachsen ernannt.
- Robert Sterl (* 23. Juni 1867 in Großdobritz; † 10. Januar 1932 in Naundorf) war Maler und ein bedeutender Vertreter des deutschen Impressionismus. Sterl wohnte ab 1919 in Naundorf.
- Hans Böhm (* 17. Juli 1909 in Struppen; † 26. Dezember 1999 in Dresden) war Musikwissenschaftler, Musikkritiker und Publizist.
- Werner Großmann (* 9. März 1929 in Oberebenheit; † 28. Januar 2022 in Berlin) Geheimdienstoffizier, ehemaliger stellvertretender Minister für Staatssicherheit der DDR und Leiter der Hauptverwaltung A
- Eberhard Kopprasch (* 6. August 1935 in Struppen; † 1. April 2020 in Berlin), Geheimdienstoffizier, ehemaliger Oberst der Hauptverwaltung A des Ministeriums für Staatssicherheit der DDR